# Murole

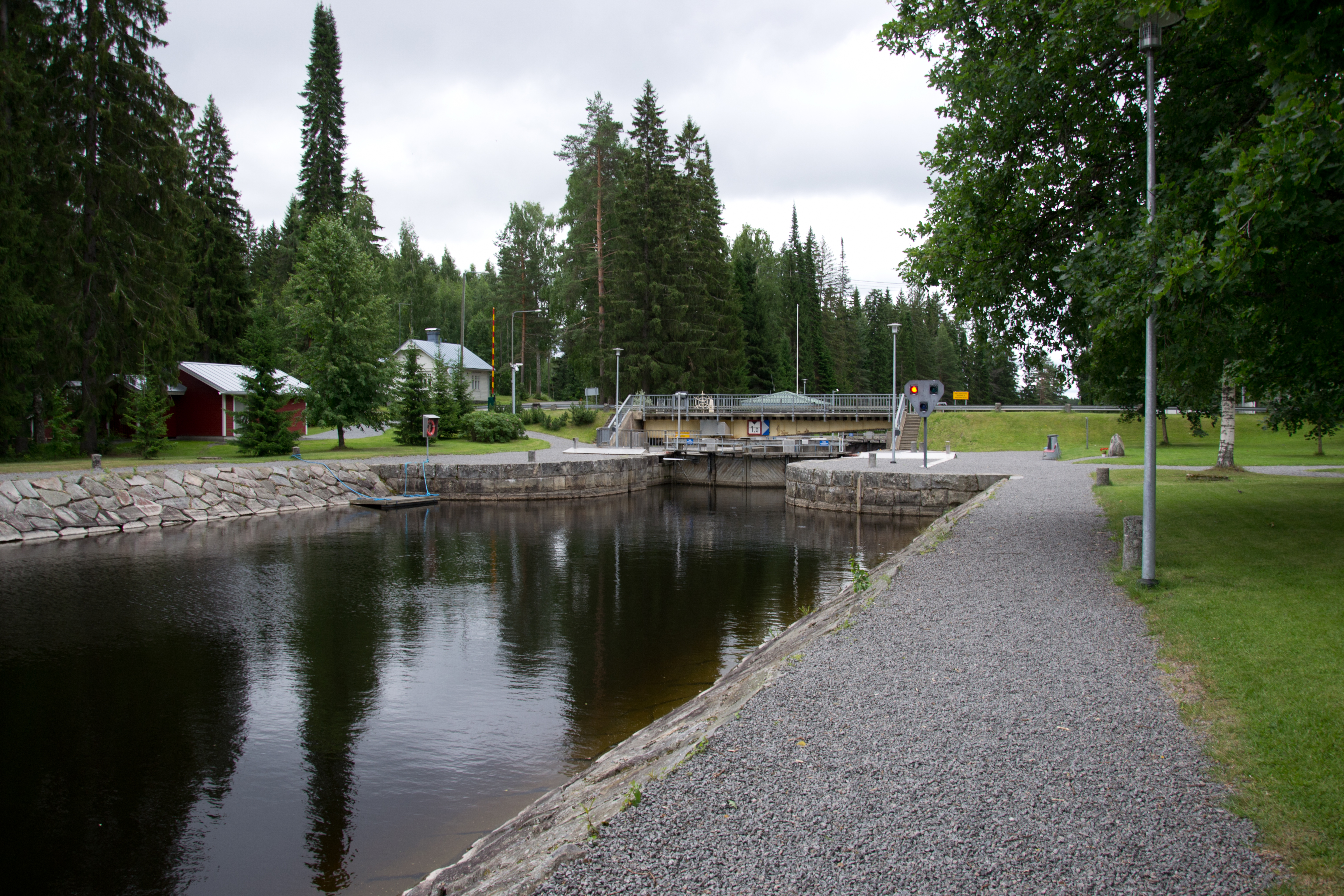
Canal de Murole

Murole est un village situé au sud de Ruovesi en Finlande.
On y trouve le Canal de Murole et l'église de Murole (fi).
Le village de Murole est situé à 25 km de Ruovesi et à 50 km de Tampere.